# Den Gyldne Horde
Den gyldne horde (mongolsk: Зүчийн улс, tr. Zүtjijn uls; tatarisk: Алтын Урда, tr. Altın Urda; russisk: Золотая Орда, tr. Zolotaja Orda) var et mongolsk khanat opstået i dele af nutidens Rusland, Ukraine og Kasakhstan efter det mongolske kejserdømmes deling i 1240'erne. Den blev senere tyrkificeret. Da den var størst, omfattede den gyldne hordes territorium store dele af det europæiske Rusland fra Uralbjergene til Karpaterne og langt ind i Sibirien. Mod syd grænsede området til Sortehavet, Kaukasus og det mongolske dynasti Il-khanatet.
Den gyldne hordes hovedstad var Saraj.
Den Gyldne Horde var en af de mongolske stammer, der fulgte Djengis Khan på hans felttog til Europa. Den bemægtigede sig landet nord for Det Kaspiske Hav og Sortehavet og trængte frem gennem Polen, Böhmen og Ungarn til Liegnitz (nu Legnica) i Schlesien, hvor Henrik den 2. af Polen i 1241 faldt under slaget ved Liegnitz mod mongolerne.
Horden dannede under Batu Khan (1227-1256) et khanat underlagt khanen i Kina, der kaldtes Den Gyldne Hordes rige. Batu Khan var rigets organisator og hersker og knyttede familiebånd til Al-Nasir Muhammad, mamelukisk sultan af Egypten. Batus bror og efterfølger, Berke Khan (1257–1266), overgik til islam, der allerede forud havde vundet udbredelse blandt volgabulgarerne og polovtserne. Berke Khan var en fremgangsrig hersker, som lykkedes med at stabilisere Den Gyldne Horde. Tillige var det under hans regering at mongolerne endeligt nedkæmpede Galiciens oprør og gennemførte et andet angreb på Polen og Litauen. Under ledelse af general Burundai blev Lublin plyndret i 1259. I 1265 gennemførtes ligeledes et angreb på Bulgarien og Byzans.
Efter khanen Usbegs død 1341 kaldtes Den Gyldne Hordes rige også usbekernes rige. Da Djengis Khans slægt uddøde med Berdi Bek i 1359, udbrød langvarige tronstrider. Under stridighederne led Den Gyldne Horde et stort nederlag mod storfyrstendømmet Litauen i slaget ved det Blå Vand i 1362. Nu svang hordehøvdingen Mamaj sig op til stor-khan i 1370; men efter at han blev besejret i Slaget ved Kulikovo 1380 af Novgorod fyrsten Dmitrij Donskoj, mistede Mamaj i 1381 tronen til Toktamisj, som igen blev fordrevet af Timur Lenk i 1395. Fra da af svandt hordens magt. Kazan (1438), Krim (1440) og Astrakhan (1480) dannede egne khanater, og de russiske storfyrster gjorde flere gange forsøg på at frigøre sig fra det mongolske overherredømme, som dog hverken tilsigtede religiøs undertrykkelse eller vedvarende besiddelse af russiske områder. Til sidst faldt Den Gyldne Hordes styre for fjendtlige tatarers våben i 1480, efter at horden forgæves havde blandet sig i de polsk-russiske stridigheder.